# Samuel Ramírez Moreno
Samuel Ramírez Moreno (* 22. Februar 1898 in Mexiko-Stadt; † 1951) war ein mexikanischer Psychiater und kurzzeitig Rektor der Universidad Nacional Autónoma de México (UNAM).

## Biografie
Ramírez, Sohn von Arturo Ramírez und Luz Moreno de Ramírez, besuchte das Colegio Americano und erlangte 1914 an der Escuela Nacional Preparatoria die Hochschulreife. Von 1918 bis 1924 studierte er Medizin an der Escuela Nacional de Medicina. Während der Studienzeit gründete er den Pabellón de Neurosífilis (Neurosyphilispavillon) der Manicomio General. Als Klinikleiter arbeitete er ab 1926 für die Escuela Nacional de Medicina, ab 1928 als Lehrstuhlinhaber für Neuropsychiatrie. Er war Präsident der „Sección Psiquiatría y Neurología“ (Abteilung Psychiatrie und Neurologie) und gehörte von 1929 bis 1943 der Klinikdirektion des Manicomio General an. Vom 27. Juli bis 3. August 1944 leitete er als Rektor die UNAM. Er ist der Namensgeber der psychiatrischen Klinik Hospital Psiquiátrico “Dr. Samuel Ramírez Moreno”.
| Personendaten    | Personendaten                                |
| ---------------- | -------------------------------------------- |
| NAME             | Ramírez Moreno, Samuel                       |
| KURZBESCHREIBUNG | mexikanischer Psychiater und Rektor der UNAM |
| GEBURTSDATUM     | 22. Februar 1898                             |
| GEBURTSORT       | Mexiko-Stadt                                 |
| STERBEDATUM      | 1951                                         |